# 2. division (basketball)
 For alternative betydninger, se 2. division. (Se også artikler, som begynder med 2. division)
2. division er den tredjebedste basketball række i Danmark og er styret af Danmarks Basketball Forbund (DBF).
På herresiden bliver turneringen delt op i øst og vest.
| Aktive hold i 2. division | Aktive hold i 2. division | Aktive hold i 2. division |
| Mænd                      | Mænd                      | Kvinder                   |
| Øst                       | Vest                      | Øst                       |
| ------------------------- | ------------------------- | ------------------------- |
| KSI                       | Aabyhøj                   | Pulje 1↓                  |
| Stevnsgade 2              | AGF                       | Jonstrup                  |
| BMS Herlev 3              | AUS                       | BMS Herlev 2              |
| Hovedstadens BBF          | AGF 2                     | Broernes                  |
| Ishøj Flamme              | AGF 3                     | SISU 4                    |
| Holbæk 2                  | Aalborg 2                 | Falcon 3                  |
| SISU 2                    | Randers 2                 | Pulje 2↓                  |
| Virum                     | Horsens 3                 | BK Amager 3               |
| DTU                       | Skovbakken 3              | SISU 3                    |
| Solrød                    | Solrød                    | B3B                       |
| CBS                       | CBS                       | Stevnsgade 2              |
| Falcon 3                  | Falcon 3                  | KSI 2                     |
| Brønshøj                  |                           |                           |
| Virum 2                   |                           |                           |
| Falcon Academy 4          |                           |                           |
| B3B                       |                           |                           |

Oversigt sidst opdateret: 22. januar 2024